# Болоду
Болоду (на френски: Bolodou) е град и община в южна Гвинея, регион Нзерекоре, префектура Гекеду. Населението на общината през 2014 година е 13 695 души.